# Estnische Badmintonmeisterschaft 1989
Die Estnische Badmintonmeisterschaft 1989 fand im Mai 1989 in Tartu statt. Es war die 25. Austragung der Titelkämpfe.

## Medaillengewinner
| Disziplin    | Gold                                 | Silber                              | Bronze                                 |
| ------------ | ------------------------------------ | ----------------------------------- | -------------------------------------- |
| Herreneinzel | Andres Ojamaa, Tartu                 | Ain Matvere, Tartu                  | Kalle Kaljurand, Tartu                 |
| Dameneinzel  | Anneli Lambing, Tartu                | Liia Dubkovskaja, Tartu             | Maili Karindi, Tartu                   |
| Herrendoppel | Peeter Munitsõn Andres Ojamaa, Tartu | Kalle Kaljurand Ain Matvere, Tartu  | Peeter Sepma Mart Engelbrecht, Tallinn |
| Damendoppel  | Anneli Lambing Maili Karindi, Tartu  | Liia Dubkovskaja Marju Velga, Tartu | Piret Kärt Triinu Tombak, Tallinn      |
| Mixed        | Andres Ojamaa Maili Karindi, Tartu   | Raul Tikk Liia Dubkovskaja, Tartu   | Ain Matvere Anneli Lambing, Tartu      |